# Клубный Мундиалито по пляжному футболу 2020
Седьмой розыгрыш Клубного Мундиалито по пляжному футболу проходил с 12 по 16 февраля 2020 года в Москве, которая во второй раз принимала турнир. Все матчи состоялись во дворце спорта «Мегаспорт». Участниками Мундиалито стали 8 команд из 7 различных стран.
Победителем во второй раз в истории турнира стала португальская «Брага», обыгравший в финале московский «Спартак» со счётом 8:3.
Матч группового этапа между «Локомотивом» и «Аланьяспором» завершился со счётом 14:4, благодаря чему эта игра стала самой результативной в истории Мундиалито. Финальный матч принял 5515 зрителей, что стало рекордом посещения турниров по пляжному футболу в Европе. Матч за третье место посетили 5147 человек. Полученные средства от проданных билетов были переданы в благотворительный фонд «Жизнь с ДЦП».
Все матчи турнира транслировались в эфире телеканала «Матч ТВ».

## Команды
| Команда     | Город          | Конфедерация | Тренер                    | Участий |
| ----------- | -------------- | ------------ | ------------------------- | ------- |
| Аланьяспор  | Аланья         | УЕФА         | Фарзин Данешпур           | дебют   |
| Брага       | Брага          | УЕФА         | Антонио Торрес            | дебют   |
| Грассхоппер | Цюрих          | УЕФА         | Андреа Гаспарини          | дебют   |
| Леванте     | Валенсия       | УЕФА         | Энрике Мораталь           | 3-е     |
| Локомотив   | Москва         | УЕФА         | Александр Елизаров        | 4-е     |
| Спартак     | Москва         | УЕФА         | Дмитрий Нежелев           | дебют   |
| Токио Верди | Токио          | АФК          | Чесинья                   | дебют   |
| Фламенго    | Рио-де-Жанейро | КОНМЕБОЛ     | Родриго Фернандес Перейра | 7-е     |

## Предшествующие события
Главой оргкомитета турнира являлся Михаил Стручков. Генеральным спонсором мероприятия выступила компания «Российские железные дороги». Официальным мячом турнира стал мяч «The Final» от компании Puma.
Жеребьёвка турнира состоялась 21 января 2020 года в Москве в офисе информационного агентства ТАСС. Участниками церемонии стали главный тренер сборной России по пляжному футболу Михаил Лихачёв, советник президента Российского футбольного союза Алексей Смертин и заместитель вице-президента Всемирной организации пляжного футбола (BSWW) Габино Реналес.
За день до старта турнира состоялся выставочный матч журналистов со звёздами пляжного футбола. В первую команду вошли Бухлицкий, Шайков и Леонов, а во вторую Маджер, Дона и Эду Суарес.

## Групповой этап

### Группа «А»
| № | Команда     | И | В | П | МЗ | МП | О | Примечание             |
| - | ----------- | - | - | - | -- | -- | - | ---------------------- |
| 1 | Токио Верди | 3 | 2 | 1 | 13 | 11 | 6 | Полуфинал победителей  |
| 2 | Локомотив   | 3 | 2 | 1 | 25 | 15 | 6 | Полуфинал победителей  |
| 3 | Леванте     | 3 | 1 | 2 | 19 | 16 | 3 | Утешительный полуфинал |
| 4 | Аланьяспор  | 3 | 1 | 2 | 15 | 30 | 3 | Утешительный полуфинал |

| Леванте | 2:3      | Токио Верди |
| ------- | -------- | ----------- |
|         | Протокол |             |

| Аланьяспор | 4:14     | Локомотив |
| ---------- | -------- | --------- |
|            | Протокол |           |

| Токио Верди | 4:6      | Аланьяспор |
| ----------- | -------- | ---------- |
|             | Протокол |            |

| Локомотив | 8:5      | Леванте |
| --------- | -------- | ------- |
|           | Протокол |         |

| Леванте | 12:5     | Аланьяспор |
| ------- | -------- | ---------- |
|         | Протокол |            |

| Локомотив | 3:6      | Токио Верди |
| --------- | -------- | ----------- |
|           | Протокол |             |

### Группа «Б»
| № | Команда     | И | В | П | МЗ | МП | О | Примечание             |
| - | ----------- | - | - | - | -- | -- | - | ---------------------- |
| 1 | Спартак     | 3 | 3 | 0 | 17 | 7  | 8 | Полуфинал победителей  |
| 2 | Брага       | 3 | 2 | 1 | 18 | 13 | 6 | Полуфинал победителей  |
| 3 | Фламенго    | 3 | 1 | 2 | 11 | 13 | 3 | Утешительный полуфинал |
| 4 | Грассхоппер | 3 | 0 | 3 | 8  | 21 | 0 | Утешительный полуфинал |

| Брага | 6:4      | Фламенго |
| ----- | -------- | -------- |
|       | Протокол |          |

| Грассхоппер | 1:8      | Спартак |
| ----------- | -------- | ------- |
|             | Протокол |         |

| Брага | 8:3      | Грассхоппер |
| ----- | -------- | ----------- |
|       | Протокол |             |

| Спартак | 3:2 (доп. вр.) | Фламенго |
| ------- | -------------- | -------- |
|         | Протокол       |          |

| Фламенго | 5:4      | Грассхоппер |
| -------- | -------- | ----------- |
|          | Протокол |             |

| Спартак | 6:4      | Брага |
| ------- | -------- | ----- |
|         | Протокол |       |

## Полуфинал

### Утешительный полуфинал
| Грассхоппер | 2:7      | Леванте |
| ----------- | -------- | ------- |
|             | Протокол |         |

| Фламенго | 6:5      | Аланьяспор |
| -------- | -------- | ---------- |
|          | Протокол |            |

### Полуфинал победителей
| Токио Верди | 2:7      | Брага |
| ----------- | -------- | ----- |
|             | Протокол |       |

| Спартак | 3:1      | Локомотив |
| ------- | -------- | --------- |
|         | Протокол |           |

## Матчи за призовые места

### Матч за 7-е место
| Грассхоппер | 4:8      | Аланьяспор |
| ----------- | -------- | ---------- |
|             | Протокол |            |

### Матч за 5-е место
| Леванте | 5:4 (доп. вр.) | Фламенго |
| ------- | -------------- | -------- |
|         | Протокол       |          |

### Матч за 3-е место
| Токио Верди | 2:6      | Локомотив |
| ----------- | -------- | --------- |
|             | Протокол |           |

### Финал
| Брага | 8:3      | Спартак |
| ----- | -------- | ------- |
|       | Протокол |         |

## Итоговые позиции
| № | Команда     |
| - | ----------- |
| 1 | Брага       |
| 2 | Спартак     |
| 3 | Локомотив   |
| 4 | Токио Верди |
| 5 | Леванте     |
| 6 | Фламенго    |
| 7 | Аланьяспор  |
| 8 | Грассхоппер |

## Лучшие бомбардиры
Всего за время турнира было забито 199 голов 60 различными игроками. Лучшим бомбардиром с 10 забитыми голами стал Эдуард Суарес из «Леванте».
| № | Футболист       | Клуб       | Голов |
| - | --------------- | ---------- | ----- |
| 1 | Эду Суарес      | Леванте    | 10    |
| 2 | Фёдор Земсков   | Спартак    | 9     |
| 3 | Борис Никоноров | Локомотив  | 8     |
| 3 | Деян Станкович  | Аланьяспор | 8     |
| 3 | Лукао           | Локомотив  | 8     |
| 4 | Льоренс Гомес   | Локомотив  | 7     |
| 4 | Джордан         | Брага      | 7     |
| 5 | Родриго         | Фламенго   | 6     |
| 5 | Филипе Силва    | Брага      | 6     |

## Индивидуальные награды
Приз лучшего игрока и вратаря получили футболисты «Браги» Фелипе Силва и Рафаэль Падилья. Лучшим бомбардиром стал Эдуард Суарес из «Леванте».
| Номинация        | Футболист       | Клуб    |
| ---------------- | --------------- | ------- |
| Лучший бомбардир | Эду Суарес      | Леванте |
| Лучший игрок     | Филипе Силва    | Брага   |
| Лучший вратарь   | Рафаэль Падилья | Брага   |

## Составы призёров
| Брага                    | Спартак            | Локомотив          |
| ------------------------ | ------------------ | ------------------ |
| Давид Ассунсао           | Валерий Макаревич  | Михаил Августов    |
| Рафаэль Падилья          | Павел Баженов      | Хамид Бехзадпур    |
| Филипе Силва             | Юрий Котов         | Никита Сафронов    |
| Андре Фонсека Лоуренсо   | Андрей Новиков     | Амир Акбари        |
| Бруно Торрес             | Алексей Павленко   | Нуритдин Мамадиев  |
| Уго Мигель Ново Феррейра | Антон Шкарин       | Дмитрий Самохвалов |
| Джордан                  | Владимир Раскин    | Ян Пелецкий        |
| Бокинья                  | Алексей Макаров    | Борис Никоноров    |
| Бруно Шавьер             | Паулиньо           | Артём Волошин      |
| Бе Мартинс               | Джордан Соарес     | Лукао              |
| Леонардо Баррал Мартинс  | Мохаммад Ахмадзаде | Льоренс Гомес      |
|                          | Фёдор Земсков      | Остап Фёдоров      |